# Banksia integrifolia
Banksia integrifolia (L.f., 1782) è una pianta appartenente alla famiglia delle Proteaceae, endemica degli stati federati di Queensland e Nuovo Galles del Sud, in Australia.